# Isaac Cofie
Isaac Cofie (Accra, 20 settembre 1991) è un calciatore ghanese, centrocampista del Mağusa Türk Gücü.

## Caratteristiche tecniche
Cofie è un centrocampista centrale, bravo sia in costruzione che in interdizione.

## Carriera

### Club
Cofie cresce nelle giovanili del Genoa, squadra con la quale fa il suo debutto in Serie A il 2 maggio 2010, sostituendo Alberto Zapater nella partita persa 3-0 in casa del Bari.

#### I prestiti e l'esperienza al Chievo
Nella stagione successiva viene ceduto in prestito al Torino, in Serie B. Coi granata scende in campo in campionato una volta, nella partita con l'Atalanta nella quale commette un errore che permette a Simone Tiribocchi di segnare il gol del decisivo 2-1 per i bergamaschi.
Nel successivo mercato di gennaio fa ritorno al Genoa che lo gira subito in prestito al Piacenza in cambio di Andrea Molinelli. Fa il suo debutto con la maglia biancorossa giocando da titolare l'8 gennaio nella vittoria per 2-1 contro il Varese. Segna il suo primo ed unico gol piacentino il 12 marzo nella vittoria per 2-0 contro il Crotone. Tornato a fine stagione al Genoa viene ceduto in prestito al Sassuolo.
Fa il suo debutto con gli emiliani nella prima giornata di campionato, il 27 agosto nella vittoria per 3-1 contro la Nocerina. Segna il suo primo gol in maglia neroverde il 20 maggio 2012 nella partita vinta per 4-1 contro la Reggina. Conclude la stagione con 36 presenze e un gol segnato in campionato. A fine stagione fa ritorno al Genoa.
Il 9 luglio dello stesso anno, passa in comproprietà al Chievo, nell'ambito del riscatto di Francesco Acerbi da parte dei liguri. Fa il suo debutto con la squadra clivense il 30 settembre successivo giocando da titolare nella partita persa per 4-1 contro il Palermo. Segna la sua prima rete in serie A, nonché prima rete con la maglia gialloblu, il 6 gennaio 2013 nella vittoria per 1-0 contro l'Atalanta. Chiude la stagione con 2 reti in 27 presenze, e il 20 giugno successivo, viene riscattato dal Genoa.

#### Il ritorno al Genoa: 2013-2014
Nella stagione seguente scende in campo il 17 agosto 2013 in occasione della sconfitta ai calci di rigore, dopo il 2-2 dei tempi regolamentari, in Coppa Italia contro lo Spezia. Esordisce poi in campionato il 25 agosto successivo, nella trasferta di Milano contro l'Inter. Mette a segno la sua prima rete con la maglia del Genoa il 23 marzo 2014, nel pareggio esterno 1-1 contro il Parma. Sul finire del campionato viene schierato poche volte, subentrando solo 2 volte nelle ultime 6 giornate

#### I prestiti a Chievo e Carpi e il secondo ritorno al Genoa
Il 28 agosto del 2014 ritorna al Chievo con la formula del prestito. In questa sua seconda stagione con i clivensi colleziona 18 presenze senza reti in Serie A.
Non venendo riscattato dai veneti fa ritorno al Genoa, dove viene posto fuori rosa. Il 31 agosto 2015 si trasferisce in prestito con diritto di riscatto al Carpi. Fa il suo debutto con gli emiliani il 20 settembre nella sconfitta casalinga per 1-0 contro la Fiorentina. Chiude la stagione, nella quale il Carpi retrocede in Serie B all'ultima giornata, con 29 presenze in campionato e 2 presenze in Coppa Italia.
Terminato il prestito, fa ritorno al Genoa con cui disputa 15 partite in campionato e 2 in Coppa Italia. Resta al Genoa anche nella stagione 2017-2018 totalizzando 12 presenze in campionato e 2 presenze in coppa Italia.

#### Sporting Gijón ed esperienze in Turchia e Cipro del Nord
Rimasto svincolato, nell'agosto 2018 si trasferisce allo Sporting Gijón, squadra militante in Segunda División. Il 18 agosto dello stesso anno, fa il suo debutto con gli spagnoli nella partita pareggiata 1-1 sul campo dell'Alcorcón. Il 23 novembre successivo, segna la sua prima rete spagnola nella partita vinta 2-1 sul campo del Granada. Chiude l'annata con una rete in 25 presenze di campionato e 4 presenze, senza reti in coppa del Re.
Il 17 luglio 2019 viene annunciato il trasferimento di Cofie al Sivasspor, squadra militante nel massimo campionato turco, firmando un contratto valido per due stagioni, con opzione per la terza. Fa il suo debutto con i turchi il 17 agosto successivo, nella vittoria interna per 3-0 contro il Beşiktaş. Durante la stagione, totalizza 17 presenze in campionato e 6 in coppa di Turchia.
Rimasto in Turchia anche nella stagione successiva, il 22 ottobre 2020 fa il suo debutto nelle competizioni europee giocando da titolare la partita di Europa League contro il Villarreal, vinta dagli spagnoli per 5-3. Termina la stagione 2020-2021 con 25 presenze in campionato, 2 in coppa di Turchia e 5 in Europa League. Il 23 agosto 2021 segna la sua prima rete con i turchi nella sconfittaper 2-1 sul campo del Trabzonspor. Il 26 maggio 2022 vince il suo primo trofeo con i turchi, la Coppa di Turchia, senza scendere in campo nella finale vinta dal Sivasspor per 3-2 contro il Kayserispor. A fine anno totalizza 28 presenze con un gol in campionato, 5 presenze in Coppa di Turchia e 4 presenze nei preliminari di Conference League. Dopo aver disputato 15 gare di Süper Lig, con due reti segnate, due di Coppa di Turchia e due di Conference League nella stagione 2022-2023, rimane svincolato per la scadenza del contratto che lo legava al Sivasspor, squadra con cui ha disputato complessive 111 partite con tre gol segnati.
L'11 settembre 2023 viene annunciato il passaggio di Cofie all'Ümraniyespor, compagine militante nella seconda divisione turca, con cui fa il suo debutto cinque giorni più tardi nella sconfitta casalinga per 3-0 contro il Çorum. A fine stagione, dopo 18 presenze in campionato e una in coppa rimane svincolato.
Dopo mezza stagione senza squadra, nel gennaio 2025 Cofie si trasferisce al Mağusa Türk Gücü, squadra militante nel massimo campionato turco-cipriota, con cui debutta  il 19 gennaio nella gara vinta per 6-0 contro il Binatlı Yılmaz e valida per il primo turno della Coppa Cipriota.

### Nazionale
Nel settembre 2012 viene convocato per la prima volta dalla nazionale ghanese per la partita contro il Malawi valida per il secondo turno delle qualificazioni alla Coppa d'Africa 2013, senza però scendere in campo. Fa il suo esordio con le stelle nere tre giorni più tardi, giocando come titolare al debutto, nell'amichevole persa 2-0 contro la Liberia.

## Statistiche

### Presenze e reti nei club
Statistiche aggiornate al 9 maggio 2025.
| Stagione         | Squadra          | Campionato       | Campionato | Campionato | Coppe nazionali | Coppe nazionali | Coppe nazionali | Coppe continentali | Coppe continentali | Coppe continentali | Altre coppe | Altre coppe | Altre coppe | Totale | Totale |
| Stagione         | Squadra          | Comp             | Pres       | Reti       | Comp            | Pres            | Reti            | Comp               | Pres               | Reti               | Comp        | Pres        | Reti        | Pres   | Reti   |
| ---------------- | ---------------- | ---------------- | ---------- | ---------- | --------------- | --------------- | --------------- | ------------------ | ------------------ | ------------------ | ----------- | ----------- | ----------- | ------ | ------ |
| 2009-2010        | Genoa            | A                | 1          | 0          | CI              | 0               | 0               | UEL                | 0                  | 0                  | -           | -           | -           | 1      | 0      |
| 2010-gen.2011    | Torino           | B                | 1          | 0          | CI              | 1               | 0               | -                  | -                  | -                  | -           | -           | -           | 2      | 0      |
| gen.-giu. 2011   | Piacenza         | B                | 21+2       | 1          | -               | -               | -               | -                  | -                  | -                  | -           | -           | -           | 23     | 1      |
| 2011-2012        | Sassuolo         | B                | 36+1       | 1          | CI              | 1               | 0               | -                  | -                  | -                  | -           | -           | -           | 38     | 1      |
| 2012-2013        | Chievo           | A                | 27         | 2          | CI              | 1               | 0               | -                  | -                  | -                  | -           | -           | -           | 28     | 2      |
| 2013-2014        | Genoa            | A                | 17         | 1          | CI              | 1               | 0               | -                  | -                  | -                  | -           | -           | -           | 18     | 1      |
| 2014-2015        | Chievo           | A                | 18         | 0          | CI              | 0               | 0               | -                  | -                  | -                  | -           | -           | -           | 18     | 0      |
| Totale Chievo    | Totale Chievo    | Totale Chievo    | 45         | 2          |                 | 1               | 0               |                    | 0                  | 0                  | -           | -           | -           | 46     | 2      |
| 2015-2016        | Carpi            | A                | 29         | 0          | CI              | 2               | 0               | -                  | -                  | -                  | -           | -           | -           | 31     | 0      |
| 2016-2017        | Genoa            | A                | 15         | 0          | CI              | 2               | 0               | -                  | -                  | -                  | -           | -           | -           | 17     | 0      |
| 2017-2018        | Genoa            | A                | 12         | 0          | CI              | 2               | 0               | -                  | -                  | -                  | -           | -           | -           | 14     | 0      |
| Totale Genoa     | Totale Genoa     | Totale Genoa     | 45         | 1          |                 | 5               | 0               |                    | 0                  | 0                  | -           | -           | -           | 50     | 1      |
| 2018-2019        | Sporting Gijón   | SD               | 25         | 1          | CdR             | 4               | 0               | -                  | -                  | -                  | -           | -           | -           | 29     | 1      |
| 2019-2020        | Sivasspor        | SL               | 17         | 0          | CT              | 6               | 0               | -                  | -                  | -                  | -           | -           | -           | 23     | 0      |
| 2020-2021        | Sivasspor        | SL               | 25         | 0          | CT              | 2               | 0               | UEL                | 5                  | 0                  | -           | -           | -           | 32     | 0      |
| 2021-2022        | Sivasspor        | SL               | 28         | 1          | CT              | 5               | 0               | UECL               | 4                  | 0                  | -           | -           | -           | 37     | 1      |
| 2022-2023        | Sivasspor        | SL               | 15         | 2          | CT              | 2               | 0               | UEL+UECL           | 0+2                | 0                  | ST          | 0           | 0           | 19     | 2      |
| Totale Sivasspor | Totale Sivasspor | Totale Sivasspor | 85         | 3          |                 | 15              | 0               |                    | 11                 | 0                  | -           | -           | -           | 111    | 3      |
| 2023-2024        | Ümraniyespor     | 1L               | 18         | 0          | CT              | 1               | 0               | -                  | -                  | -                  | -           | -           | -           | 19     | 0      |
| gen.-giu. 2025   | Mağusa Türk Gücü | SL               | 14         | 0          | CC              | 7               | 0               | -                  | -                  | -                  | -           | -           | -           | 21     | 0      |
| Totale carriera  | Totale carriera  | Totale carriera  | 320+3      | 9          |                 | 36              | 0               |                    | 11                 | 0                  | -           | -           | -           | 370    | 9      |

### Cronologia presenze e reti in nazionale
| Cronologia completa delle presenze e delle reti in nazionale ― Ghana | Cronologia completa delle presenze e delle reti in nazionale ― Ghana | Cronologia completa delle presenze e delle reti in nazionale ― Ghana | Cronologia completa delle presenze e delle reti in nazionale ― Ghana | Cronologia completa delle presenze e delle reti in nazionale ― Ghana | Cronologia completa delle presenze e delle reti in nazionale ― Ghana | Cronologia completa delle presenze e delle reti in nazionale ― Ghana | Cronologia completa delle presenze e delle reti in nazionale ― Ghana |
| Data                                                                 | Città                                                                | In casa                                                              | Risultato                                                            | Ospiti                                                               | Competizione                                                         | Reti                                                                 | Note                                                                 |
| -------------------------------------------------------------------- | -------------------------------------------------------------------- | -------------------------------------------------------------------- | -------------------------------------------------------------------- | -------------------------------------------------------------------- | -------------------------------------------------------------------- | -------------------------------------------------------------------- | -------------------------------------------------------------------- |
| 11-9-2012                                                            | Monrovia                                                             | Liberia                                                              | 2 – 0                                                                | Ghana                                                                | Amichevole                                                           | -                                                                    | 46’                                                                  |
| Totale                                                               |                                                                      | Presenze                                                             | 1                                                                    |                                                                      | Reti                                                                 | 0                                                                    |                                                                      |

## Palmarès

### Competizioni giovanili
- Coppa Italia Primavera: 1

Genoa: 2008-2009
- Campionato Primavera: 1

Genoa: 2009-2010

### Competizioni nazionali
- Coppa di Turchia: 1

Sivasspor: 2021-2022